# Communiqué Thanat-Rusk

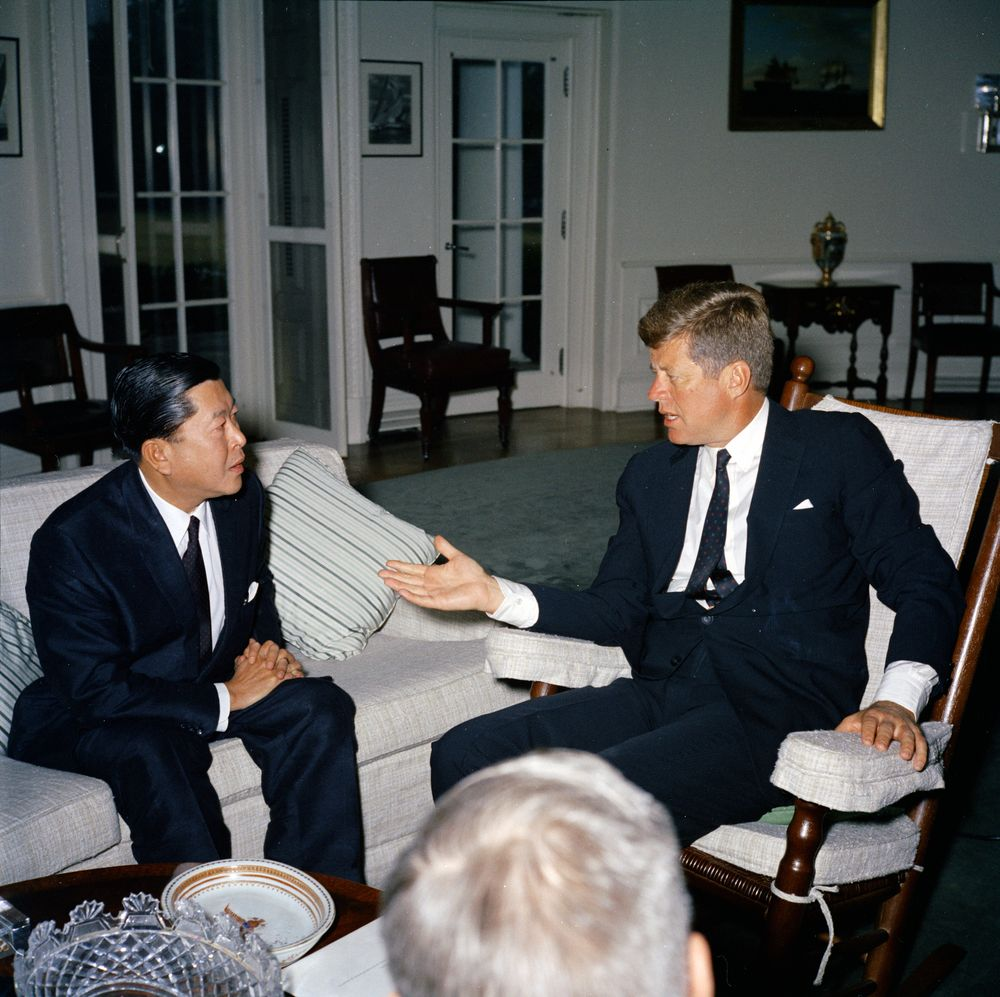
Le ministre thaïlandais des Affaires étrangères Thanat Khoman avec le président des États-Unis John F. Kennedy à la Maison Blanche, en 1961

Le communiqué Thanat-Rusk est un communiqué diplomatique bilatéral signé en mars 1962 par le ministre thaïlandais des Affaires étrangères Thanat Khoman et le Secrétaire d'État des États-Unis d'Amérique Dean Rusk. Dans le communiqué, les États-Unis ont promis de venir en aide à la Thaïlande si elle était confrontée à une agression de la part des pays voisins. Le communiqué s’appuyait sur une relation américano-thaïlandaise établie au XIXe siècle, avec le traité bilatéral d’amitié et de commerce de 1833.
Le communiqué a consolidé le rôle de la Thaïlande en tant qu’allié important des États-Unis dans la région Asie-Pacifique pendant la guerre froide. Dans les années qui ont suivi le communiqué, les États-Unis ont contribué à renforcer les forces armées royales thaïlandaises et à moderniser l’infrastructure de la Thaïlande. Les forces thaïlandaises s'impliqueront plus tard dans la guerre du Vietnam, au cours de laquelle elles soutiendront le Sud-Vietnam face aux menaces militaires posées par le Nord-Vietnam et le Viêt Cong. Pendant la guerre du Vietnam, les États-Unis ont également eu accès aux bases aériennes thaïlandaises, qui ont soutenu le déploiement de moyens aériens militaires américains dans le cadre de leur stratégie de positionnement avancé.

## Voir également
- Système de San Francisco
- Traité de défense mutuelle entre les États-Unis et la république des Philippines
- ANZUS
- Traité de sécurité entre les États-Unis et le Japon
- Traité de défense mutuelle entre les États-Unis et la république de Corée
- Traité de coopération mutuelle et de sécurité entre les États-Unis et Taïwan
- Organisation du traité de l'Asie du Sud-Est